# Monaj
Monaj is een plaats (község) en gemeente in het Hongaarse comitaat Borsod-Abaúj-Zemplén. Monaj telt 307 inwoners (2001).